# Georges Rouma
Georges Rouma, né à Bruxelles le 20 décembre 1881 et mort dans la même ville le 5 avril 1976, est un pédagogue belge connu pour la diffusion de l'enseignement en Bolivie.

## Biographie
Georges Rouma nait à Bruxelles le 20 décembre 1881. Á 19 ans, il obtient un diplôme d'instituteur à l'école normale Charles Buls à Bruxelles. Il enseigne la pédagogie dans diverses écoles normales puis professe l'orthophonie pédagogique dans l'établissement qui l'a formé, s'intéressant en compagnie du psychologue Olivier Decroly, au trouble du langage chez les enfants handicapés. 
Il étudie les sciences anthropologiques et obtient en 1909 un doctorat en sciences sociales à l'Université libre de Bruxelles avec une thèse intitulée Enquête scolaire sur les troubles de la parole chez les écoliers belges . Cette année-là, une mission bolivienne dirigée par Daniel Sánchez Bustamante et Felipe Segundo Guzmán parcourt l'Europe pour s'informer des méthodes pédagogiques utilisées en Allemagne, en France et dans les pays scandinaves qui pourraient être adaptées et adoptées dans leur pays. Ils prennent contact avec Georges Rouma et l'invitent à travailler en Bolivie.
De 1904 à 1917, Rouma contribue de manière importante à l'éducation en Bolivie. Directeur de l'École Normale de Précepteurs depuis 1909, il fonde l'Institut Normal Supérieur de La Paz, inauguré début 1917, destiné à la formation d'un corps d'enseignants du secondaire et du supérieur, une première dans le pays. Il a eu comme élève Elizardo Pérez, considéré comme le fondateur de l'éducation paysanne en Bolivie. En 1917, il est l'objet de sévères critiques de la part du pédagogue Joan Bardina Castarà (en), alors recruté comme directeur de la section de Lettres de l'Institut Normal Supérieur. Ce dernier lui reproche dans un mémoire l'archaïsme et la passivité de ses méthodes pédagogiques. Cette opposition relance le débat de l'époque entre le parti libéral favorable à l’action de Georges Rouma et celui du parti Républicain, en réalité éloigné des idées modernisatrices de Bardina en matière d'éducation.
En 1928, à son retour en Bolivie en tant que représentant commercial de la Belgique, il est engagé par les autorités boliviennes pour réaliser un état des lieux du système éducatif. Il rédige un rapport à cette occasion.
La bibliothèque de l'ancienne Escuela Normal de Profesores y Preceptores de la República, aujourd'hui Université pédagogique nationale Mariscal Sucre, porte son nom.
Il prend sa retraite en 1955 tout en restant actif et consulté par le gouvernement Bolivien. Il meurt à Bruxelles d'un anévrisme le 5 avril 1976. 

## Théorie
Auteur de la Pédagogie sociologique en 1914, Georges Rouma développe une pensée pédagogique qui met l’accent sur la prise en compte du milieu à une époque où l'influence de la psychologie est prégnante dans les milieux de l’éducation. Le pédagogue considère qu'il importe de ne pas faire abstraction des conditions sociales dans lesquelles évolue l'enfant et souhaite éviter à celui-ci une rupture avec son environnement d'origine et sa famille.

## Publications
- La Parole et les troubles de la parole, Paris : H. Paulin, 1907
- Le Langage graphique de l'enfant, Bruxelles : Misch et Thron, 1912
- Les Indiens Quitchouas et Aymaras des hauts plateaux de la Bolivie..., Bruxelles, 1913
- Pédagogie sociologique : les influences des milieux en éducation, Neuchâtel : Delachaux et Niestlé, 1914

## Décorations
Georges Rouma a reçu au cours de sa carrière de multiples décorations : 
- Commandeur de l'Ordre de la Couronne (Belgique)
- Commandeur de l'ordre de Léopold II (Belgique)
- Officier de l'Ordre de Léopold (Belgique)
- Grand-Croix de l'Ordre de l'Éducation (Bolivie)
- Grand officier de l'Ordre du Condor des Andes (Bolivie)
- Grand officier de  l'Ordre de Carlos Manuel de Céspedes (Cuba)
- Grand officier de l'Ordre de Francisco de Miranda (Vénézuéla)
- Commandeur de l'Ordre du Libérateur (Vénézuéla)
- Grand officier de l'Ordre du Soleil (Pérou)
- Grand officier de l'Ordre du Mérite (Chili)
- Commandeur de l'Ordre national de la Croix du Sud (Brésil)
- Commandeur de l'Ordre de l'Aigle aztèque (Mexique).